# 8 juin 1914
Le 8 juin 1914 est le 159e jour de l'année 1914 du calendrier grégorien. Il s'agit d'un lundi.

## Événements
- Début de l'édition 1914 du Championnat national de tennis des États-Unis. Il s'achève le 13 juin.
- L'Église Notre-Dame d'Izel-Vor et l'Église des Célestins sont classées au titre des monuments historiques[1],[2].

## Naissances
- René Gérard, footballeur français
- Luciano Petech, historien italien